# سیارک ۱۰۵۷۲
سیارک ۱۰۵۷۲ (به انگلیسی: 10572 Kominejo، نامگذاری:1994VO7) ده هزار و پانصد و هفتاد و دومین سیارک کشف شده‌است که در ۸ نوامبر ۱۹۹۴ کشف شد.
قدر مطلق سیارک برابر ۱۶.۲ است.